# Piotr Wolfram
Piotr Wolfram (zm. 9 października 1428) – polski duchowny katolicki, prawnik i dyplomata.

## Życiorys
Pochodził z rodziny mieszczańskiej z Wolbromia, był synem Fabiana. Sam w dokumentach przypisywał sobie pochodzenie krakowskie lub lwowskie.
Pod koniec XIV wieku pobierał nauki w jednej z krakowskich szkół, a następnie podjął studia na Uniwersytecie Praskim, nie osiągnął wtedy jednak żadnych stopni naukowych. W 1402 roku objął funkcję pisarza miejskiego we Lwowie, stanowisko to piastował do 1407 roku. W związku ze sporem pomiędzy mieszczanami lwowskimi i biskupem Jakubem Strepą a proboszczem Janem Rusinem odbył w 1407 roku podróż do Rzymu.
W 1408 roku podjął studia na uniwersytecie prawniczym w Pradze, jednak po wydaniu dekretu kutnohorskiego w styczniu 1409 roku opuścił Czechy i wraz z wieloma mistrzami udał się do Krakowa. Nie kontynuował studiów w Krakowie, zaangażował się jednak w służbę na dworze królewskim i w końcu 1409 roku został wysłany jako poseł króla do antypapieża Aleksandra V. Następnie przez jakiś czas studiował prawo na Uniwersytecie Bolońskim. Po skończonej misji powrócił na kilka miesięcy do Polski, a następnie wyjechał do Padwy, gdzie od sierpnia 1411 roku studiował prawo kanoniczne na tamtejszym uniwersytecie dla ultramontanów. Pod koniec 1411 roku pełnił tam także funkcję wicerektora. Następnie opuścił Padwę i ponownie udał się do Bolonii, gdzie 2 września 1413 roku uzyskał stopień licencjata dekretów. Po uzyskaniu tytułu powrócił do Krakowa i został profesorem tamtejszego Wydziału Prawa.

### Kariera kościelna
Przed 1402 rokiem otrzymał probostwo w Prandocinie. W 1414 roku został kanonikiem katedralnym poznańskim, a rok później kantorem wiślickim. W 1417 roku uzyskał kanonię krakowską. W 1418 roku za zgodą Stolicy Apostolskiej dokonał zamiany kantorii wiślickiej na scholasterię gnieźnieńską. W 1426 roku zamienił jednak z Andrzejem Myszką z Nieprześni scholasterię na archidiakonat krakowski.
Na początku 1415 roku udał się na sobór w Konstancji w charakterze pełnomocnika biskupa Wojciecha Jastrzębca. Na soborze dołączył do poselstwa polskiego i obok Pawła Włodkowica reprezentował podczas soboru Uniwersytet Krakowski. W 1415 roku został powołany na stanowisko kolektora soborowego w Polsce, a w styczniu 1418 roku papież Marcin V mianował go kolektorem Kamery Apostolskiej, odpowiedzialnym za zbieranie świadczeń finansowych przynależnych papiestwu. Urząd ten pełnił do 1426 roku.
Aktywnie uczestniczył w synodach prowincjonalnych zwoływanych przez arcybiskupa Mikołaja Trąbę w Kaliszu, Wieluniu i Łęczycy. W 1420 roku był członkiem komisji, która na zlecenie arcybiskupa opracowała tzw. statuty wieluńsko-kaliskie, czyli kodyfikację kościelnego prawa partykularnego prowincji gnieźnieńskiej. W 1426 roku powołano go także na członka komisji badającej cuda mające miejsce przy grobie królowej Jadwigi Andegaweńskiej na potrzeby procesu kanonizacyjnego.

### Kariera dyplomatyczna
Od 1409 roku służył jako dyplomata króla Władysława II Jagiełły w sprawach polsko–krzyżackich. Wraz z Zawiszą Czarnym, Andrzejem Łaskarzycem i Pawłem Włodkowicem brał udział w poselstwie królewskim do Zygmunta Luksemburskiego w kwietniu 1414 roku. 
Podczas soboru w Konstancji wraz z Augustynem z Pizy prezentował na sesji generalnej soboru 13 lutego 1416 roku dokument Propositio Polonorum, czyli wykaz krzywd wyrządzonych przez Krzyżaków i ich sprzymierzeńców Litwie i Polsce. Na tej samej sesji przedstawiono również Propositio Samagitarum, czyli dokument opisujący krzywdy wyrządzone Żmudzi połączony z prośbą o powierzenie chrystianizacji Żmudzinów arcybiskupowi lwowskiemu i biskupowi wileńskiemu. Wolfram brał udział w redagowaniu tych dwóch pism. Na forum soboru brał również aktywny udział w procesie przeciwko antypapieżowi Benedyktowi XIII, sprawie Johannesa Falkenberga i innych polemikach polsko–krzyżackich. Jako sekretarz arcybiskupa Mikołaja Trąby brał udział w konklawe w 1417 roku.
Po powrocie z Konstancji dalej pracował jako dyplomata, biorąc udział w poselstwach do Zygmunta Luksemburskiego w 1419 i 1420 roku. W lipcu 1422 roku składał zeznania na ręce legata Antoniego Zeno w ramach toczącego się w Stolicy Apostolskiej procesu polsko–krzyżackiego.
Jego liczne kontakty ze Stolicą Apostolską doprowadziły w 1423 roku do konfliktu z królem, który zarzucał mu ujawnienie tajemnic państwowych w korespondencji z Rzymem. Papież Marcin V bronił Wolframa w listach do króla Władysława Jagiełły, wskazując na jego zasługi dla Królestwa Polskiego i jego wierność wobec monarchy. Sprawa została załagodzona po kilku miesiącach.

## Twórczość
Z twórczości Wolframa zachowało się consilium „Utrum absolutio valeat ad cautelam”, które opracował we współpracy ze Stanisławem ze Skarbimierza oraz mowy i kazania, zawarte m.in. w kolekcji kazań  „De tempore et de sanctis”.
Posiadał liczny księgozbiór. Własnoręcznie przepisywał dzieła Cycerona. Przed śmiercią część księgozbioru przekazał Uniwersytetowi Krakowskiemu, a część kanonikom regularnym na Kazimierzu.